# Cyprianus
Thascius Caecilius Cyprianus var biskop af Karthago, kirkefader, helgen og kristen martyr. Han blev født ca. år 200 i nærheden af Karthago og halshugget 14. september 258 i Karthago. Hans helgendag er 16. september.

## Cyprianusmanuskripter ifolkemedicinenogovertro
Cyprianus har lagt navn til en række folkelige skrifter med magiske kure mod sygdomme og andre former for trolddom (sortebøger). Overtroen fortæller, at den, som har anskaffet en cyprianus (dvs. sortebog), skal sørge for at slippe af med den inden sin død. Ellers hentes han af Fanden. Han skal desuden sælge sin cyprianus billigere, end han købte den. I Thieles Danske Folkesagn er der uddrag fra en lang række sortebøger. Museumsforstander Hans Peter Hansen har i Kloge Folk nedskrevet beretninger om kloge folk og folkemedicinen.